# Каперньяніка
Каперньяніка (італ. Capergnanica) — муніципалітет в Італії, у регіоні Ломбардія,  провінція Кремона.
Каперньяніка розташована на відстані близько 450 км на північний захід від Рима, 39 км на схід від Мілана, 38 км на північний захід від Кремони.

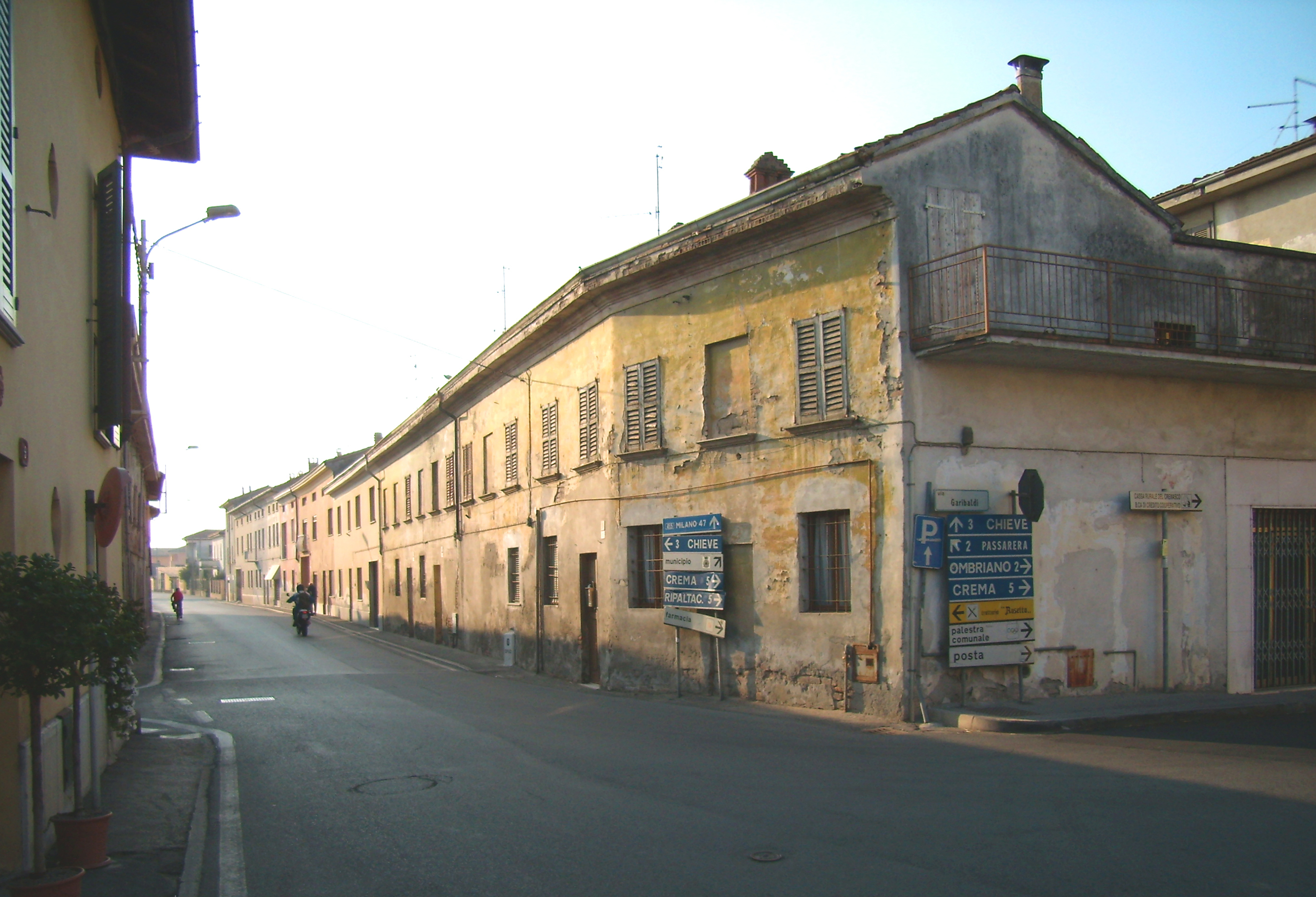

Населення — 2152 особи (2014) (31/05/2008).
Покровитель — святий Мартин).

## Демографія
Населення за роками:

Станом на 1 січня 2023 року в муніципалітеті офіційно проживало 110 іноземців з 23 країн, серед них 46 громадян країн Євросоюзу та 5 громадян України.

## Сусідні муніципалітети
- Казалетто-Чередано
- К'єве
- Кредера-Рубб'яно
- Крема
- Рипальта-Кремаска